# الكوم (تدمر)
الكوم هي قرية سورية تقع في ناحية السخنة من منطقة تدمر في محافظة حمص. يبلغ عدد سكانها 1,771 نسمة وفق لإحصائيات 2004.
توجد بالقرب من قرية الكوم واحة تسمى واحة الكوم.